# Elektron SidStation

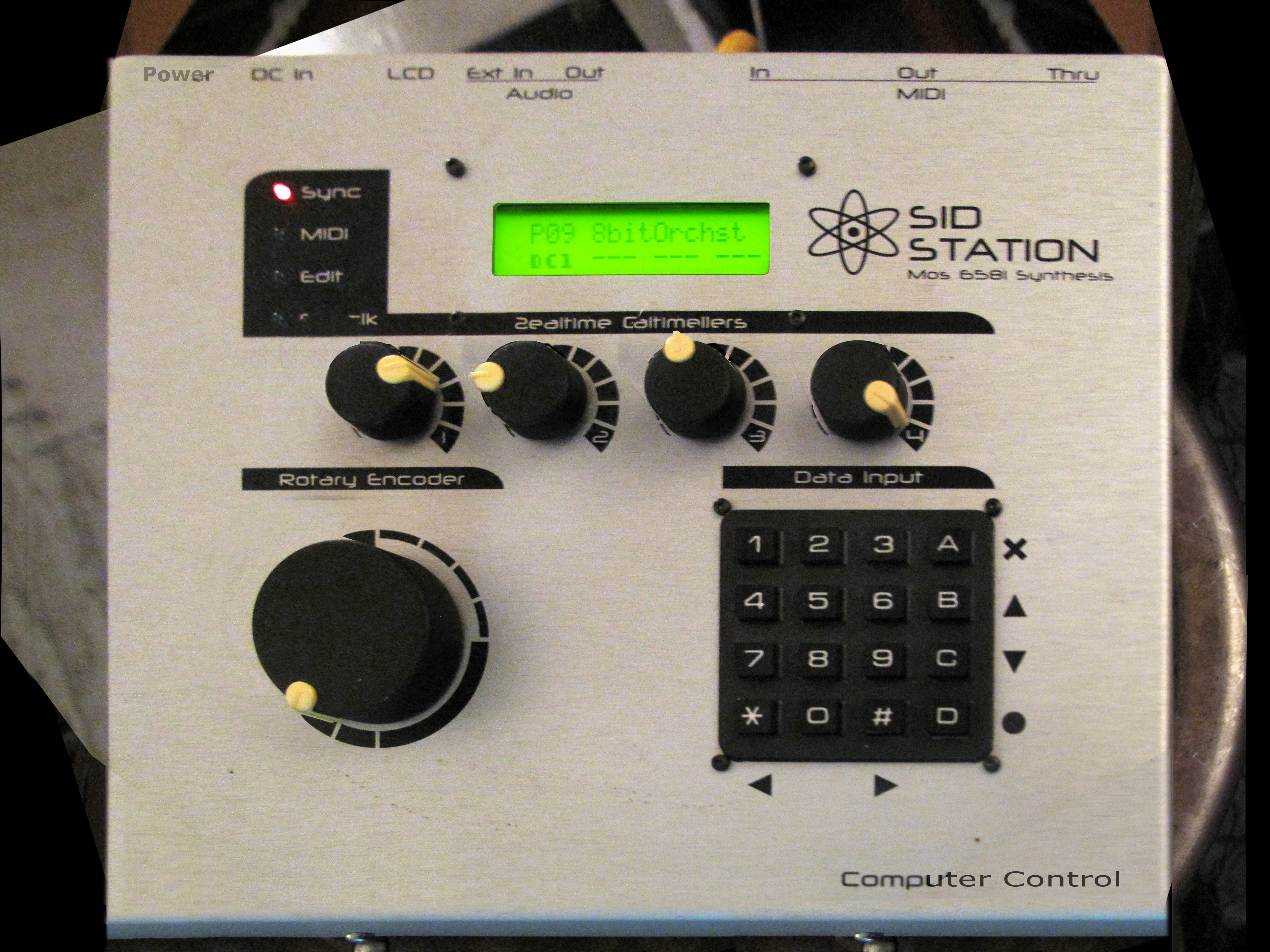
Un Elektron SidStation.

L'Elektron Sidstation est un synthétiseur monophonique basé sur la puce SID de MOS Technology fabriqué par Elektron MAV AB de 1998 à 2003.
Ce synthétiseur à contrôle MIDI basé sur le circuit SID du Commodore 64 est destiné à rejouer des fichiers .sid à la façon du matériel d'origine.

## Artistes utilisant la SidStation
- le groupe suédois Machinae Supremacy.
- Timbaland utilise entre autres une Elektron SidStation[2],[3] et il a été suspecté de plagiat en téléchargeant la version de Gallefoss du titre venant de la High Voltage SID Collection et en utilisant une SidStation.

- Daft Punk
- Freezepop
- Zombie Nation
- The Prodigy
- KMFDM
- 8-Bit Weapon (en)
- Mr. Pacman (en)
- Tarmvred (en)
- Trent Reznor
- RedOne
- Carbon Based Lifeforms
- Kim Hiorthøy
- Jaga Jazzist
- Depeche Mode
- Quemada Con Flash
- Deep Mariano
- Code 64 (en)
- Thermostatic (en)
- Arbeiter
- Linkin Park
- Robyn (SidStation visible dans la vidéo de "Hang With Me")
- David Guetta
- Benny Benassi
- Big Bang
- Girls' Generation
- Psy
- Kara
- Tsunku
- Crystal Castles